# Jadwiga Olgierdówna
Jadwiga Olgierdówna (ur. ok. 1375, zm. po 13 maja 1400) – księżniczka litewska, księżna oświęcimska z dynastii Giedyminowiczów.
Córka wielkiego księcia Litwy Olgierda i Julianny, księżniczki twerskiej. Siostra wielkiego księcia Litwy i króla Polski Władysława II Jagiełły. Od 1394 żona Jana III, księcia oświęcimskiego. Jan III wywianował ją, zapisując jej 5000 grzywien na Zatorze, Wadowicach, zamku Wołek i przynależnych do nich wsiach. Zmarła po 13 maja 1400.